# Callenberg
Callenberg ist eine Gemeinde im Nordosten des Landkreises Zwickau. Der Sitz der Verwaltung befindet sich im Ortsteil Falken.

## Geografie

### Geografische Lage und Verkehr
Callenberg liegt an der B 180 (Altenburg-Stollberg) zwischen den beiden Städten Limbach-Oberfrohna und Glauchau. Beide Städte sind ca. 13 km entfernt. 4 km südlich verläuft die A 4. Diese ist über den Anschluss Hohenstein-Ernstthal zu erreichen. Durch das Gemeindegebiet verlief die Industriebahn der Nickelhütte St. Egidien.

### Nachbargemeinden
| Stadt Waldenburg im Landkreis Zwickau     |                                                 | Stadt Limbach-Oberfrohna im Landkreis Zwickau |
| Stadt Glauchau im Landkreis Zwickau       | Kompassrose, die auf Nachbargemeinden zeigt     | kreisfreie Stadt Chemnitz                     |
| Gemeinde St. Egidien im Landkreis Zwickau | Stadt Hohenstein-Ernstthal im Landkreis Zwickau |                                               |

### Gemeindegliederung
Die Gemeinde besteht aus den Ortsteilen Callenberg, Grumbach, Reichenbach, Obercallenberg, Falken, Langenberg, Langenchursdorf und Meinsdorf. Die Flur der wiederbesiedelten Wüstung Spielsdorf liegt in den Gemarkungen Callenberg und Langenchursdorf.

## Geologie

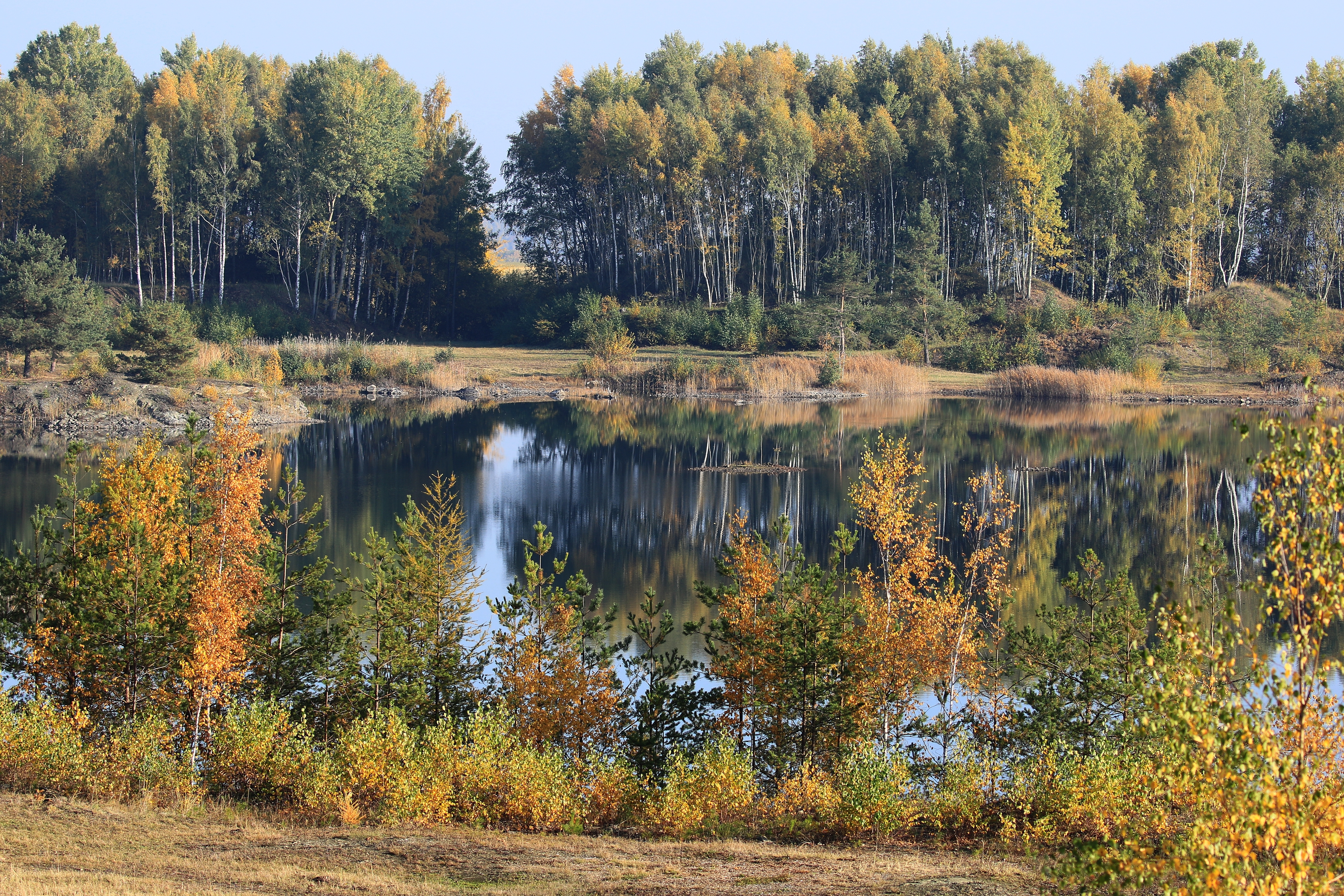
Ehem. Nickelgrube Callenberg Nord II

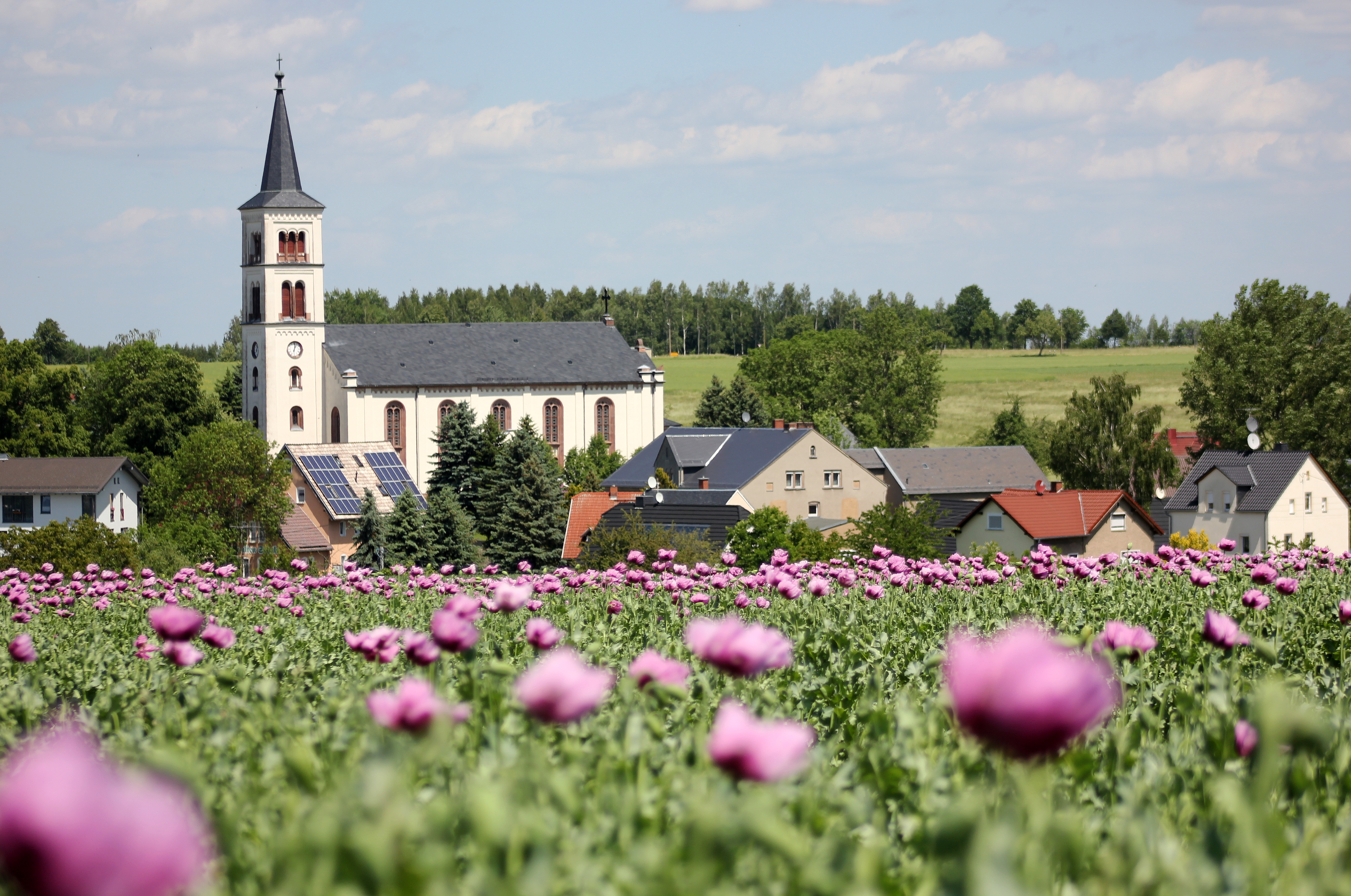
Kirche in Callenberg

Bei Callenberg befindet sich die größte Nickelerzlagerstätte Mitteleuropas. Bereits Ende des 14. Jahrhunderts wurden in der Umgebung Callenbergs Erze abgebaut. Seit dem 17. Jahrhundert wurde im Oberwald selber Nickeleisenstein gefördert. Allerdings kam der Bergbau im 18. Jahrhundert zum Erliegen. Ein erneuter Abbau war nach dem Ersten Weltkrieg geplant, kam aber nicht zustande. Als die Wismut nach dem Zweiten Weltkrieg hier nach Pechblende suchte, wurde stattdessen eine große Nickellagerstätte entdeckt. Seit den 1950er Jahren wurde im Raum Callenberg Nickelerz im Tagebau abgebaut und in der Nickelhütte St. Egidien verarbeitet. Diese entstand um 1960 nördlich des Bahnhofs St. Egidien. Sie war mit den Gruben um Callenberg durch eine schmalspurige Erzbahn verbunden. Im Zuge der Einstellung der Erzförderung wurde nach 1990 die Erzbahn eingestellt und die Strecke vollständig abgebaut. Die Restlöcher der Tagebaue wurden nach 1990 saniert. Eines davon ist der heutige Stausee Oberwald. Im Jahr 1977 wurde im Nickeltagebau Callenberg Nord I das sehr seltene Mineral Krokoit oder Rotbleierz (ein Blei(II)-chromat) gefunden.

## Geschichte

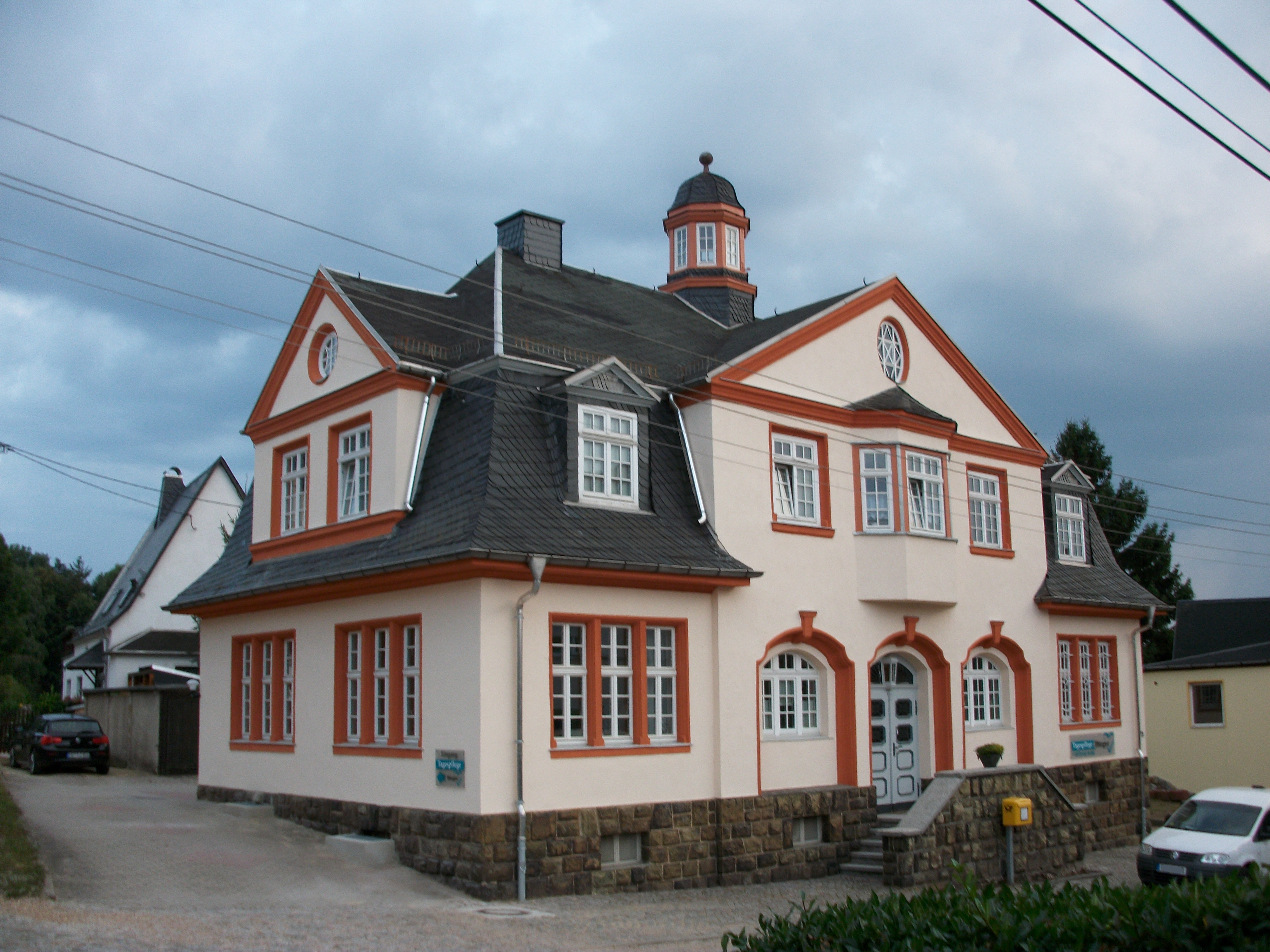
Ehemaliges Rathaus in Callenberg

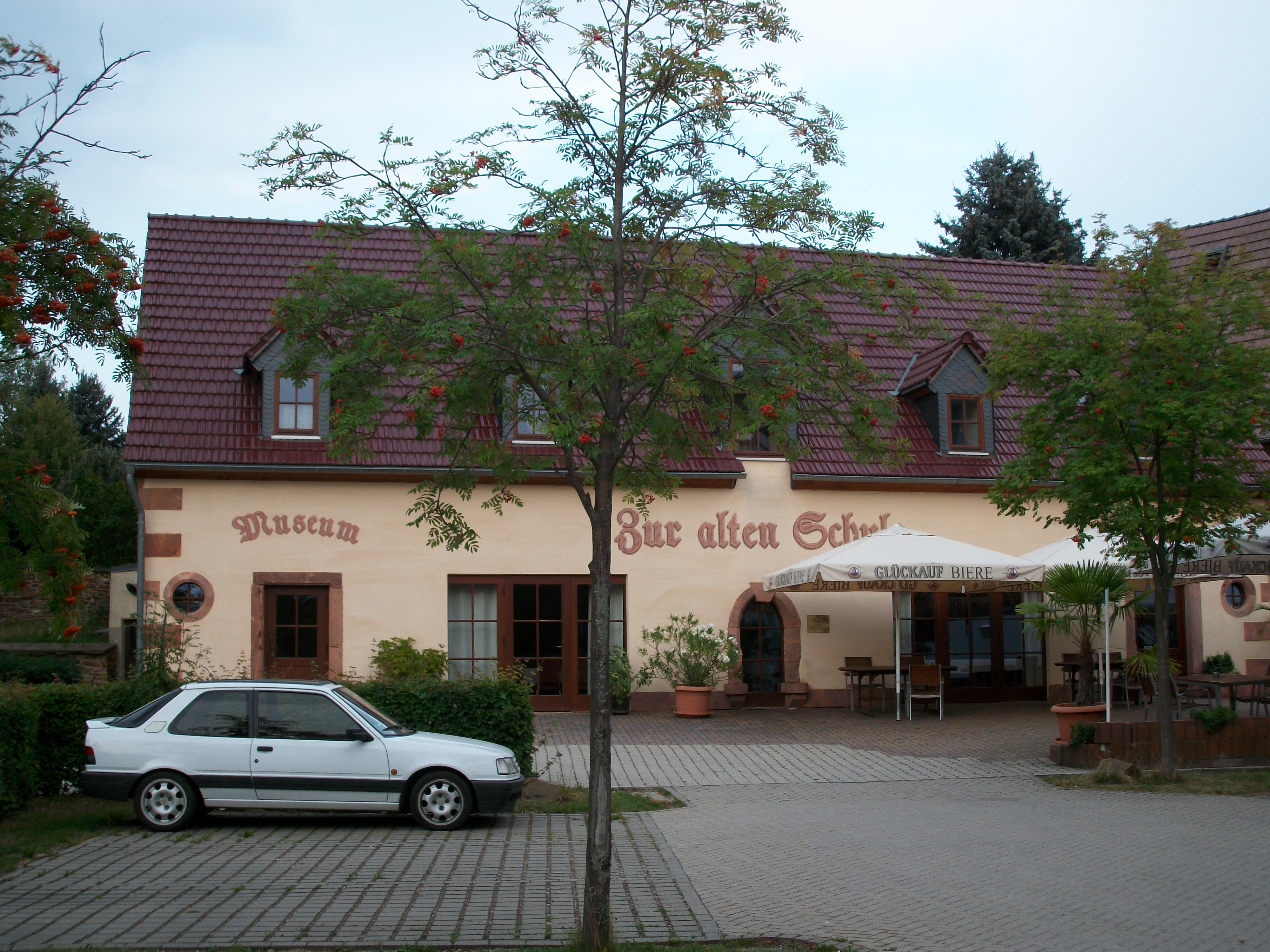
Gaststätte Zur alten Schule mit Museum, Callenberg

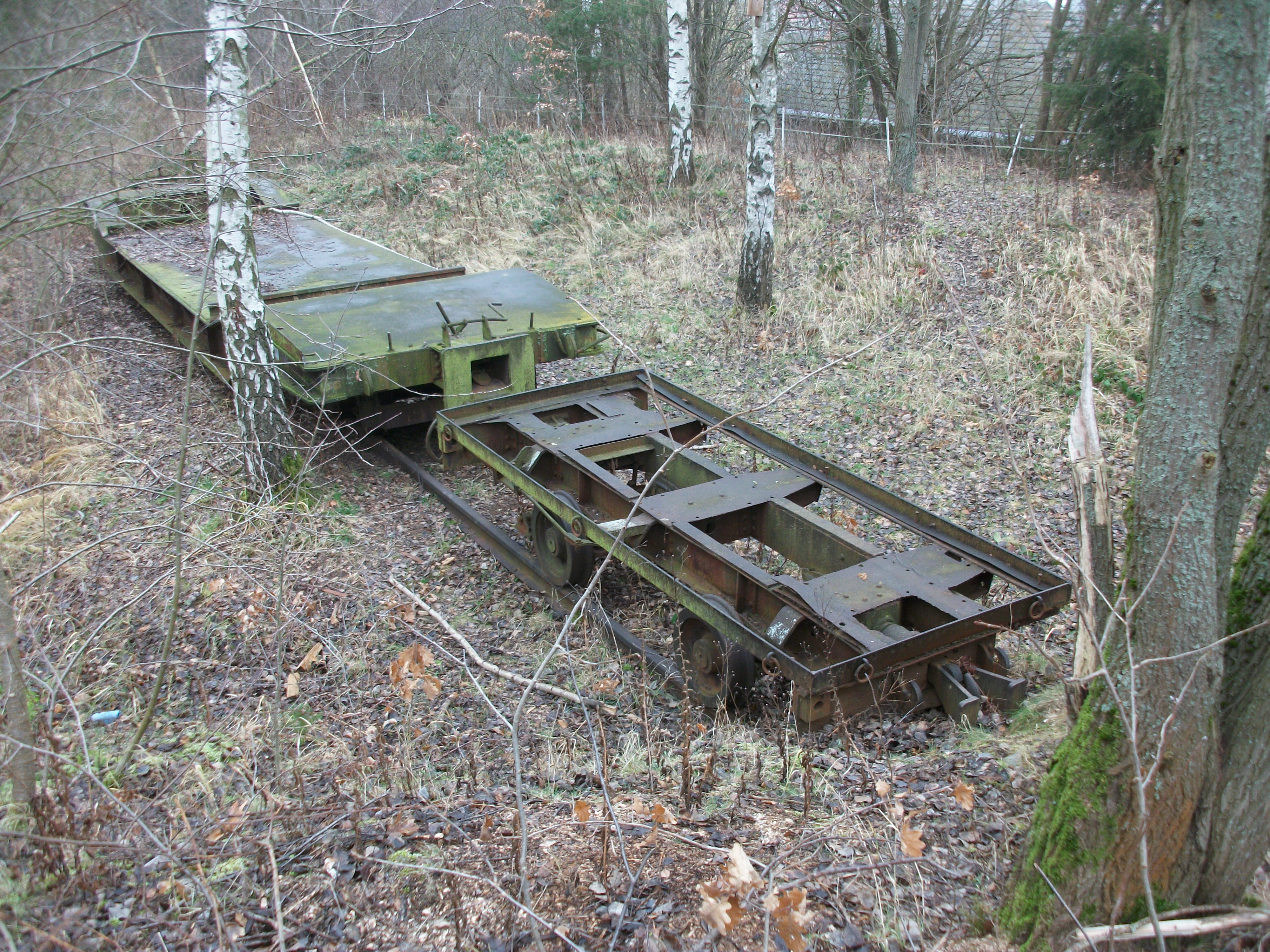
Waggons der Erzbahn beim Stausee Oberwald (2020)

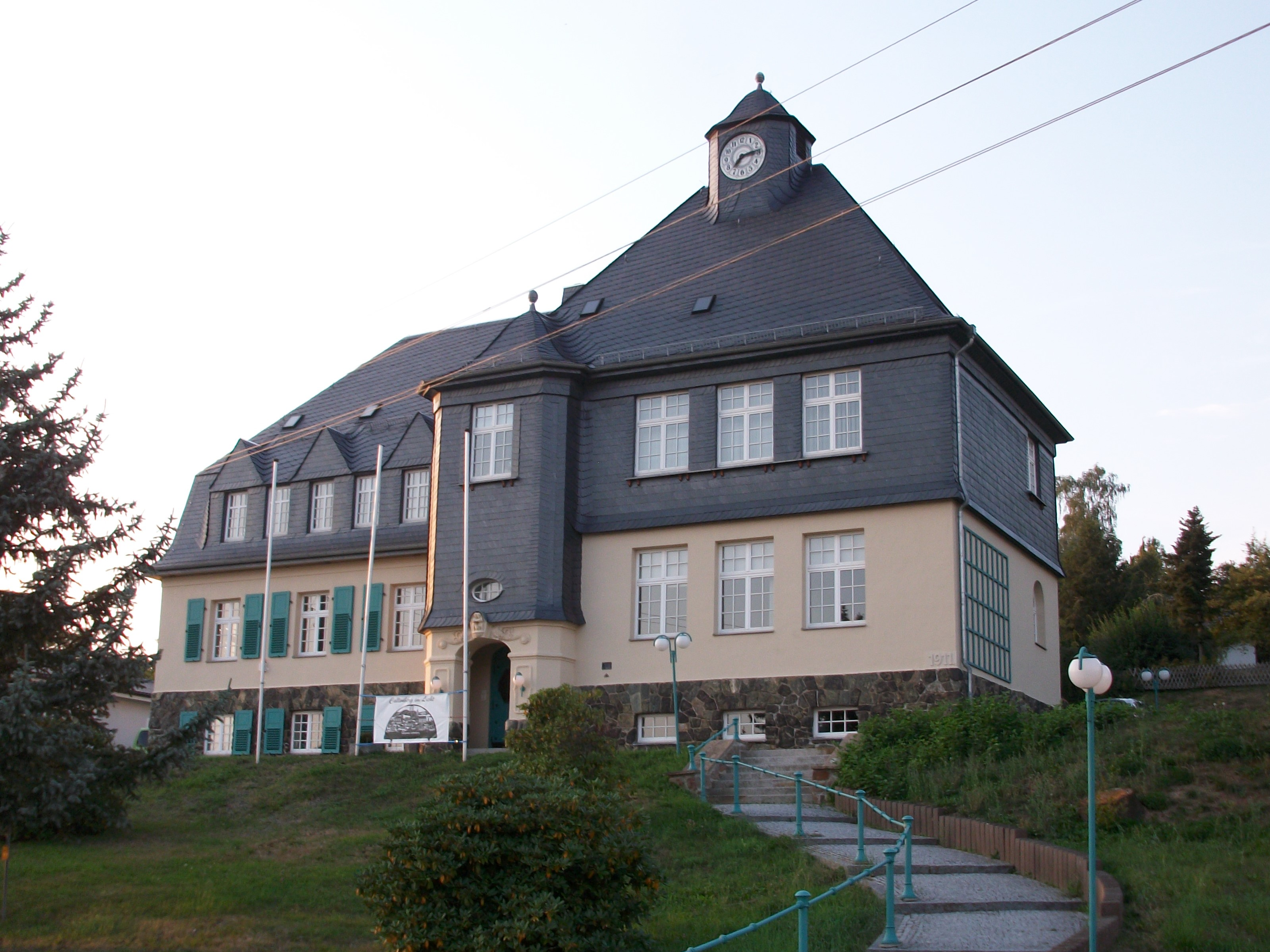
Gemeindeamt der Gemeinde Callenberg im Ortsteil Falken

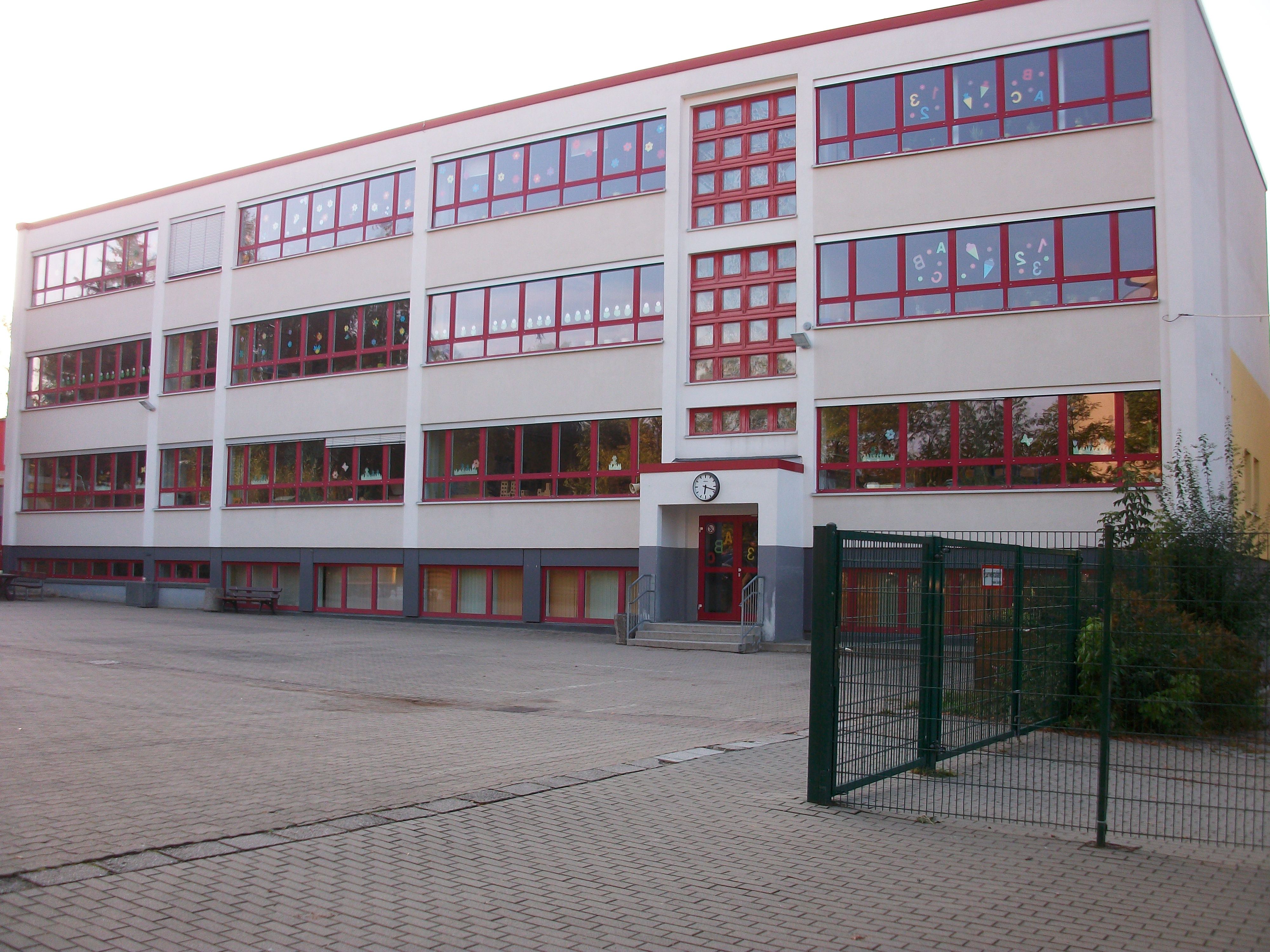
Grundschule Callenberg im Ortsteil Langenberg

Alle sieben Ortsteile der heutigen Gemeinde Callenberg wurden im 12. bis 13. Jahrhundert im Zuge des Ausbaus der Herrschaft Waldenburg gegründet. Der namensgebende Hauptort Callenberg wurde 1244 als Kallenberc erstmals urkundlich erwähnt. Der Name bedeutet so viel wie Ort am kahlen Berg, welcher von dem bis um 1840 unbewaldeten Hügel im Unterdorf abgeleitet ist. Bereits um 1150 erfolgte vermutlich der Bau eines Rittersitzes am Böhmischen Steig, einer alten Handelsstraße, auf der Salz aus dem Pleißengau von Altenburg nach Böhmen transportiert wurde. Bis um 1300 waren die adligen Ritter von Callenberg im Besitz des Rittersitzes. Nachdem sich Berthold von Cahlenberg, der letzte Vertreter dieser Familie, in den geistlichen Stand zurückgezogen hatte, übernahm die Familie von Kaufungen die Herrschaft auf Callenberg. Obwohl sie von den Herren von  Waldenburg lehnsabhängig waren, übten sie über Callenberg und über folgende Dörfer die Grundherrschaft und die Gerichtsbarkeit aus: Obercallenberg, Langenchursdorf (ein Drittel), Falken (Rittergutsanteil), Langenberg, Oberwinkel (nur die Glänzelmühle), Niederlungwitz (einige Häuser) und Mühlau (Patrimonialgerichtsanteil). Die zum Rittergut Callenberg gehörigen Einwohner von Mühlau unterstanden einem eigenen Patrimonialgericht, welches dem Rittergut Callenberg unterstellt war. Kunz von Kauffungen, Anführer des Altenburger Prinzenraubs vom 8. Juli 1455, soll für den Raub aus dem Altenburger Schloss der Überlieferung nach eine Strickleiter verwendet haben, die aus dem Rittersitz Callenberg stammt, das zu dieser Zeit seinem Cousin Dietrich von Kauffungen gehörte. Daran erinnert heute die Brunnenfigur „Kunz von Kaufungen“ samt zwei Informationstafeln am ursprünglichen Standort des Ritterguts im Zentrum von Callenberg. Dietrich von Kauffungen soll später aufgrund seiner Mittäterschaft vermutlich in Altenburg hingerichtet worden sein. Der Rittersitz in Callenberg wurde seit 1551 als Rittergut bezeichnet. Nach dem Aussterben der „Jungker von Kauffungen“ wurden im Jahr 1582 die Herren von Schönburg-Waldenburg Besitzer des Ritterguts. Im Jahre 1617 wurde es an Jakob Bellyn verlehnt, danach an die Familie von Dobeneck und bis 1714 an die Familie von der Planitz. Nach dem Brand im Jahre 1799 wurde das Rittergut weiter nördlich an der Waldenburger Straße neu errichtet. Das alte Herrenhaus wurde seitdem bis zu seinem Abriss im Jahr 1996 als Gasthaus genutzt. Die Fronfeste wurde zwischen 1848 und 1887 als Schule genutzt. Heute trägt sie den Namen der Gaststätte „Zur alten Schule“.
Bezüglich der Grundherrschaft gehörte Callenberg bis ins 19. Jahrhundert zum Rittergut Callenberg, welches wiederum als Vasallengericht unter der Verwaltung der schönburgischen Herrschaft Waldenburg stand. Nachdem auf dem Gebiet der Rezessherrschaften Schönburg im Jahr 1878 eine Verwaltungsreform durchgeführt wurde, kam Callenberg im Jahr 1880 zur neu gegründeten sächsischen Amtshauptmannschaft Glauchau. Bereits zu Beginn des 19. Jahrhunderts entwickelte sich im Ort eine starke Textilindustrie, besonders die Strumpfwirkerei. In der zweiten Hälfte des 19. Jahrhunderts begann die Industrialisierung des Orts. Zwischen 1886 und 1909 entstanden sieben Rundstuhlwirkereien. Ein weiterer großer Erwerbszweig der Callenberger war die Textilindustrie. In dieser Branche sind heute noch drei kleine Unternehmen im Ort ansässig. Callenberg erhielt zwischen 1856 und 1859 die neu erbaute „St. Katharinenkirche“ und 1924 ein neues Rathaus. Im Zuge der Bodenreform in der Sowjetischen Besatzungszone ab 1945 wurden die Herren von Schönburg-Waldenburg enteignet. Das Gelände des Ritterguts Callenberg wurde in 19 Neubauernstellen aufgeteilt.
Durch die zweite Kreisreform in der DDR kam die Gemeinde Callenberg im Jahr 1952 zum Kreis Hohenstein-Ernstthal im Bezirk Chemnitz (1953 in Bezirk Karl-Marx-Stadt umbenannt). Der Gemeindeverband Callenberg wurde 1973 aus den Gemeinden Callenberg, Grumbach, Reichenbach, Langenchursdorf, Falken und Meinsdorf gebildet. Bereits ein Jahr später wurde am 1. März 1974 die Gemeinde Grumbach eingemeindet. Die Schulen der umliegenden Orte Grumbach und Reichenbach wurden zugunsten der Zentralschule in Callenberg aufgelöst. Im Jahr 1952 erfolgte auf den Fluren des aufgelösten Gutes Bochmann in Obercallenberg der Aufschluss des Nickeltagebaus Callenberg Süd I, welcher nach seiner Stilllegung 1977 im Jahr 1982 als Stausee Oberwald eröffnet wurde. Bereits seit 1950 fanden dazu auf Reichenbacher Gebiet erste Bohrungen statt. Zwischen 1959/60 und 1990 war die Industriebahn der Nickelhütte St. Egidien in Betrieb, deren Grubenbahnhof sich am Ortsübergang zwischen Reichenbach und Obercallenberg befand. In der Fortführung verlief die Industriebahn durch den Südteil von Reichenbach und östlich an Callenberg vorbei zu den Tagebauen Callenberg Nord I (1973–1988), Erzkörper 7 (1984–1988) und Callenberg Nord II (1978–1990) nordöstlich von Callenberg. Am Südostrand von Reichenbach war zwischen 1980 und 1990 noch der Callenberg Süd II in Betrieb. Im Tagebau Callenberg Nord I wurde das seltene Erz Krokoit gefunden. Nach der Einstellung der Nickelförderung entstand nach 1990 auf dem Areal des Grubenbahnhofs Obercallenberg ein Parkplatz für den Stausee Oberwald. Als Relikt der Erzbahn blieben in der Nähe des Damms des Stausees Oberwald zwei Wagen stehen. Der Bahndamm samt einigen Fundamenten der Oberleitungsmasten, Brückenpfeilern und Signalresten zeugt auf dem Gebiet der Ortsteile Grumbach, Obercallenberg, Reichenbach, Callenberg und Spielsdorf bis heute von der Industriebahn. Die Tagebaurestlöcher wurden nach 1990 saniert.
Die Gemeinde Callenberg kam im Jahr 1990 zum sächsischen Landkreis Hohenstein-Ernstthal, der 1994 im Landkreis Chemnitzer Land bzw. 2008 im Landkreis Zwickau aufging. Die Gemeinde Reichenbach wurde am 1. März 1994 eingemeindet. Am 1. Januar 1999 wurde die Gemeinde Chursbachtal in die Gemeinde Callenberg eingegliedert. Sie war am 1. Januar 1994 aus den bis dahin selbständigen Gemeinden Falken, Langenberg (mit dem am 1. März 1974 eingegliederten Meinsdorf) und Langenchursdorf entstanden. Im Sommer 2012 liefen erste Verhandlungen des Ortsteils Meinsdorf mit der Nachbarstadt Limbach-Oberfrohna über eine Eingemeindung in diese. Grund dafür ist die enge kulturelle Bindung an die Stadt und die Erwartung, dass sich Callenberg künftig mit Hohenstein-Ernstthal zusammenschließen könnte. Am 1. September 2007 wurde die Mittelschule Langenberg in eine Grundschule verwandelt. In diesem Zuge wurden die Grundschulen in Callenberg und Langenchursdorf geschlossen.

### Einwohnerentwicklung
Am 3. Oktober 1990 zählte Callenberg 5501 Einwohner. Folgende Einwohnerzahlen beziehen sich auf den 31. Dezember des voranstehenden Jahres:
| 1998 bis 2002 - 1998: 5759 - 1999: 5750 - 2000: 5720 - 2001: 5764 - 2002: 5755 | 2003 bis 2007 - 2003: 5760 - 2004: 5694 - 2005: 5689 - 2006: 5623 - 2007: 5580 | 2008 bis 2013 - 2008: 5444 - 2009: 5402 - 2011: 5337 - 2012: 5216 - 2013: 5136 | 2014 bis 2018 - 2014: 5138 - 2015: 5078 - 2016: 5010 - 2017: 4950 - 2018: 4934 | ab 2019 - 2019: 4928 |

 Datenquelle: Statistisches Landesamt des Freistaates Sachsen

### Eingemeindungen
| Ehemalige Gemeinde | Datum          | Anmerkung                                               |
| ------------------ | -------------- | ------------------------------------------------------- |
| Chursbachtal       | 1. Januar 1999 |                                                         |
| Falken             | 1. Januar 1994 | Eingemeindung nach Chursbachtal                         |
| Grumbach           | 1. März 1974   |                                                         |
| Langenberg         | 1. Januar 1994 | Eingemeindung nach Chursbachtal                         |
| Langenchursdorf    | 1. Januar 1994 | Eingemeindung nach Chursbachtal                         |
| Meinsdorf          | 1. März 1974   | Eingemeindung nach Langenberg                           |
| Obercallenberg     | ?              | liegt in der Gemarkung Callenberg                       |
| Reichenbach        | 1. März 1994   |                                                         |
| Spielsdorf         | ?              | liegt in den Gemarkungen Callenberg und Langenchursdorf |

## Politik

### Gemeinderat
Seit der Gemeinderatswahl am 9. Juni 2024 verteilen sich die 14 Sitze des Gemeinderates folgendermaßen auf die einzelnen Gruppierungen:
- Freie Bürgerbewegung Callenberg (FBB C): 5 Sitze
- CDU: 4 Sitze
- AfD: 1 Sitz (zwei Sitze bleiben mangels Kandidaten unbesetzt)
- Unabhängige Bürgergemeinschaft (UBG): 2 Sitze
- FWV: 1 Sitz
- Grüne: 1 Sitz

| Gemeinderatswahl 2024Insgesamt 14 Sitze - Grüne: 1 - FBB(C): 5 - UBG: 2 - FWV: 1 - CDU: 4 - AfD: 1 | Liste                           | 2024   | 2024   | 2019   | 2019   | 2014   | 2014   |
| Gemeinderatswahl 2024Insgesamt 14 Sitze - Grüne: 1 - FBB(C): 5 - UBG: 2 - FWV: 1 - CDU: 4 - AfD: 1 | Liste                           | Sitze  | in %   | Sitze  | in %   | Sitze  | in %   |
| Gemeinderatswahl 2024Insgesamt 14 Sitze - Grüne: 1 - FBB(C): 5 - UBG: 2 - FWV: 1 - CDU: 4 - AfD: 1 | Freie Bürgerbewegung Callenberg | 5      | 35,7   | 4      | 26,5   | 3      | 17,5   |
| Gemeinderatswahl 2024Insgesamt 14 Sitze - Grüne: 1 - FBB(C): 5 - UBG: 2 - FWV: 1 - CDU: 4 - AfD: 1 | CDU                             | 4      | 24,9   | 4      | 24,9   | 5      | 28,2   |
| Gemeinderatswahl 2024Insgesamt 14 Sitze - Grüne: 1 - FBB(C): 5 - UBG: 2 - FWV: 1 - CDU: 4 - AfD: 1 | AfD                             | 1      | 17,6   | –      | –      | –      | –      |
| Gemeinderatswahl 2024Insgesamt 14 Sitze - Grüne: 1 - FBB(C): 5 - UBG: 2 - FWV: 1 - CDU: 4 - AfD: 1 | Unabhängige Bürgergemeinschaft  | 2      | 10,0   | 3      | 19,6   | 4      | 22,7   |
| Gemeinderatswahl 2024Insgesamt 14 Sitze - Grüne: 1 - FBB(C): 5 - UBG: 2 - FWV: 1 - CDU: 4 - AfD: 1 | FWV                             | 1      | 8,1    | 3      | 16,8   | 2      | 13,2   |
| Gemeinderatswahl 2024Insgesamt 14 Sitze - Grüne: 1 - FBB(C): 5 - UBG: 2 - FWV: 1 - CDU: 4 - AfD: 1 | Grüne                           | 1      | 3,5    | –      | –      | –      | –      |
| Gemeinderatswahl 2024Insgesamt 14 Sitze - Grüne: 1 - FBB(C): 5 - UBG: 2 - FWV: 1 - CDU: 4 - AfD: 1 | Linke                           | –      | –      | 2      | 12,1   | 2      | 12,7   |
| Gemeinderatswahl 2024Insgesamt 14 Sitze - Grüne: 1 - FBB(C): 5 - UBG: 2 - FWV: 1 - CDU: 4 - AfD: 1 | FDP                             | –      | –      | –      | –      | –      | 3,0    |
| Gemeinderatswahl 2024Insgesamt 14 Sitze - Grüne: 1 - FBB(C): 5 - UBG: 2 - FWV: 1 - CDU: 4 - AfD: 1 | NPD                             | –      | –      | –      | –      | –      | 2,7    |
| Gemeinderatswahl 2024Insgesamt 14 Sitze - Grüne: 1 - FBB(C): 5 - UBG: 2 - FWV: 1 - CDU: 4 - AfD: 1 | Wahlbeteiligung                 | 72,5 % | 72,5 % | 68,3 % | 68,3 % | 54,7 % | 54,7 % |

### Bürgermeister
Im März 2013 wurde Daniel Röthig zum neuen Bürgermeister gewählt. Anfang 2020 wurde er mit 85,8 % im Amt bestätigt.
| Wahl | Bürgermeister   | Vorschlag | Wahlergebnis (in %) |
| ---- | --------------- | --------- | ------------------- |
| 2020 | Daniel Röthig   | CDU       | 85,8                |
| 2013 | Daniel Röthig   | CDU       | 56,3                |
| 2006 | Andreas Matthäi | Matthäi   | 51,1                |
| […]  |                 |           |                     |
| 1994 | Marlene Führer  | Führer    | 56,7                |

## Sehenswürdigkeiten

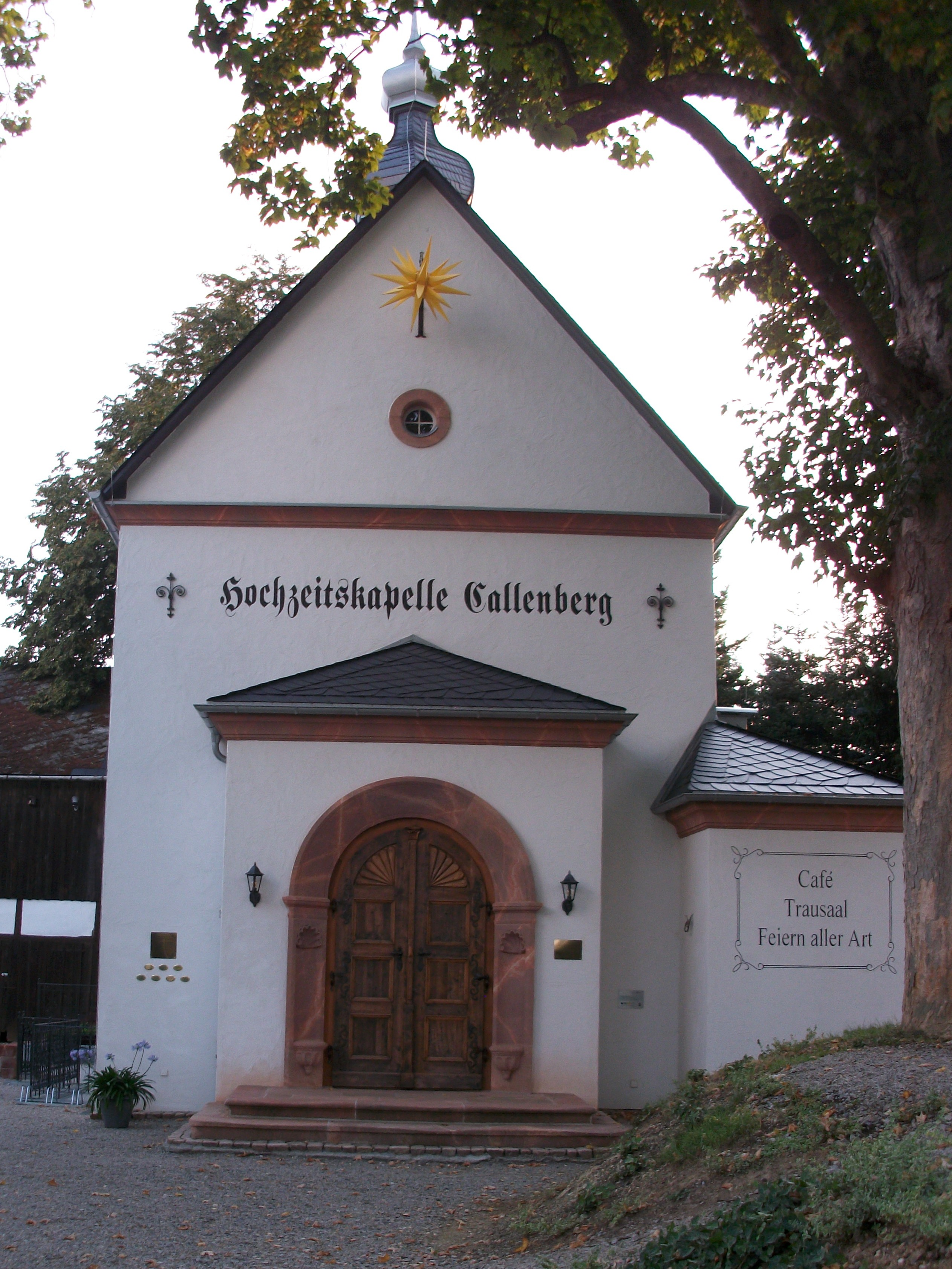
Hochzeitskapelle Callenberg in Reichenbach

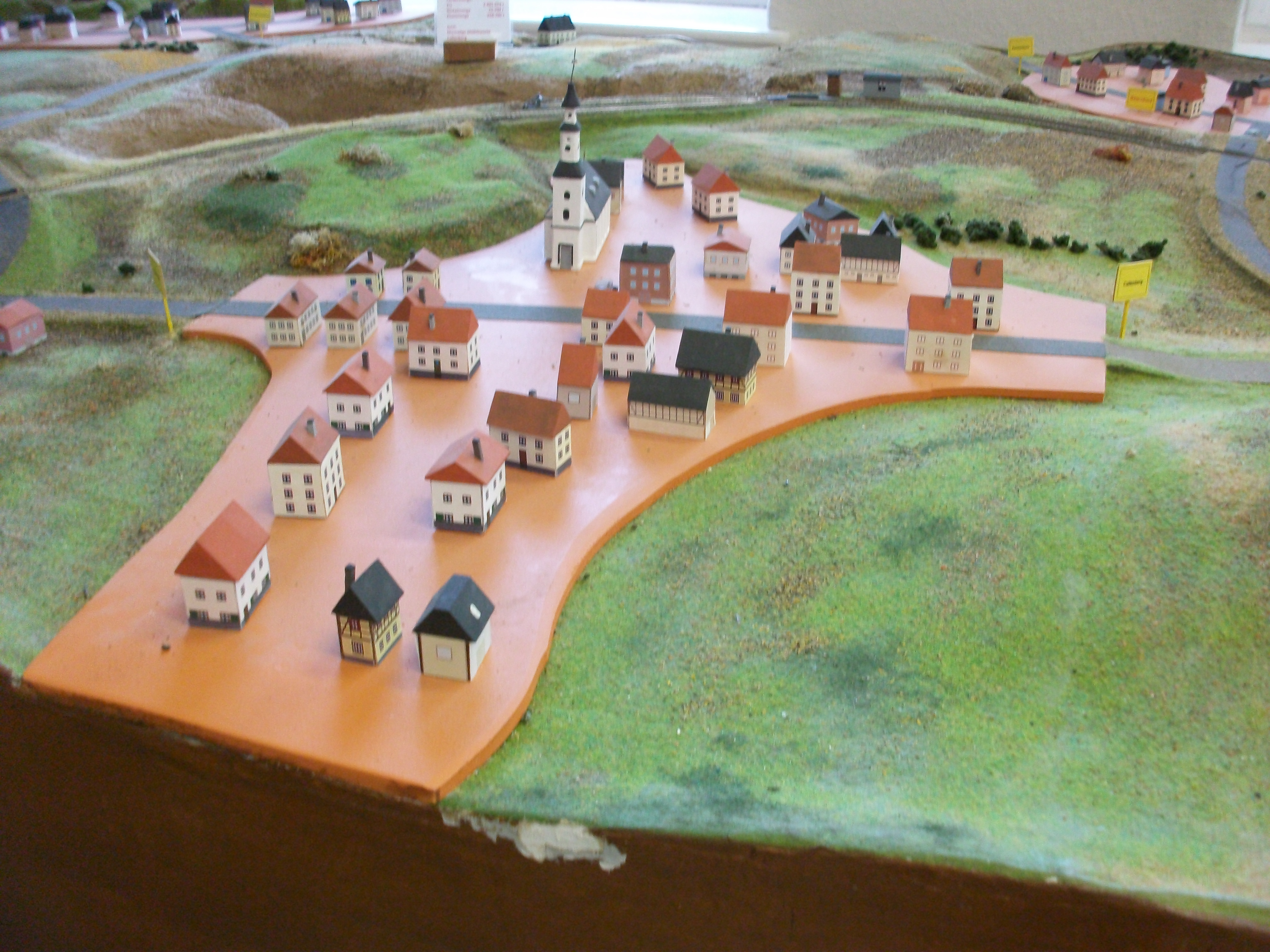
Modell von Callenberg in der Begegnungsstätte Reichenbach

### Sehenswürdigkeiten in der Gemeinde Callenberg

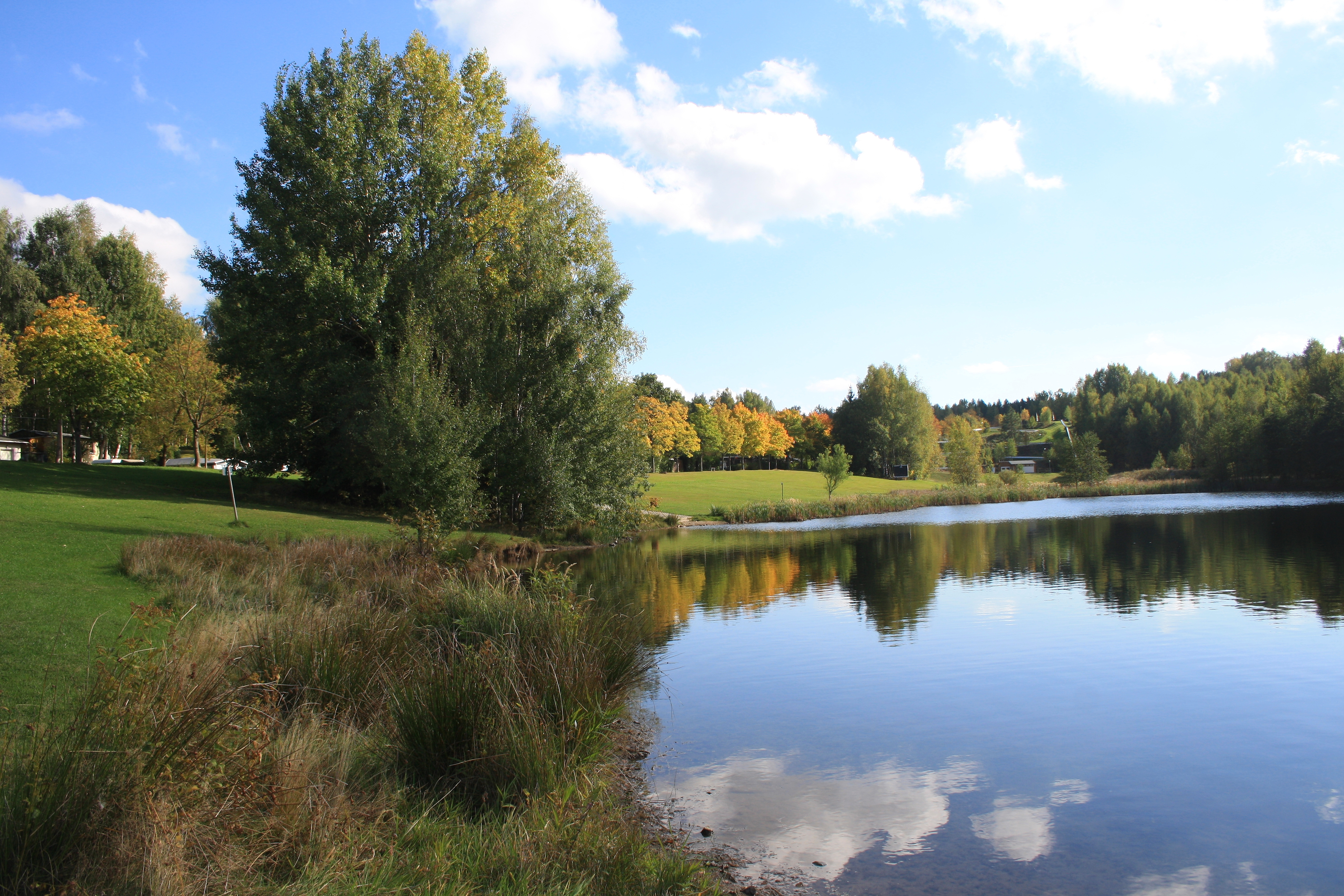
Stausee Oberwald

- Landschaftsschutzgebiete Muldental
- Stausee Oberwald
- Hochzeitskapelle Callenberg in Reichenbach
- Mühle Langenchursdorf
- Schulmuseum im Café „Zur Alten Schule“ in Callenberg
- Kulturelle Begegnungsstätte Reichenbach mit einer Ausstellung über den Nickelabbau im Callenberger Raum[18]

### Naturschutz
- Siehe auch: Liste der Naturdenkmale in Callenberg

### Sehenswürdigkeiten im Umkreis
- Rennstrecke Sachsenring
- Karl-May-Höhle
- Sägemühle Wolkenburg

## Persönlichkeiten

### Söhne und Töchter der Gemeinde
- Wilhelm Gottlieb Becker (1753–1813), Belletrist und Kunstschriftsteller
- Carl Ferdinand Wilhelm Walther (1811–1887), deutsch-amerikanischer lutherischer Theologe
- Bruno Granz (1880–1937), Politiker
- Wolfgang Brauer (1925–2022), Pädagoge und Fachdidaktiker

### Persönlichkeiten, die mit der Gemeinde in Verbindung stehen
- Friedrich Naumann (1860–1919), 1886–1889 Pfarrer in Langenberg
- Uwe Grüning (1942–2024), Schriftsteller und Politiker (CDU, MdL 1990–2004), Medienrat der Sächsische Landesanstalt für privaten Rundfunk und neue Medien (2004–2016), lebte 1944–1951 in Callenberg